# Ferchland

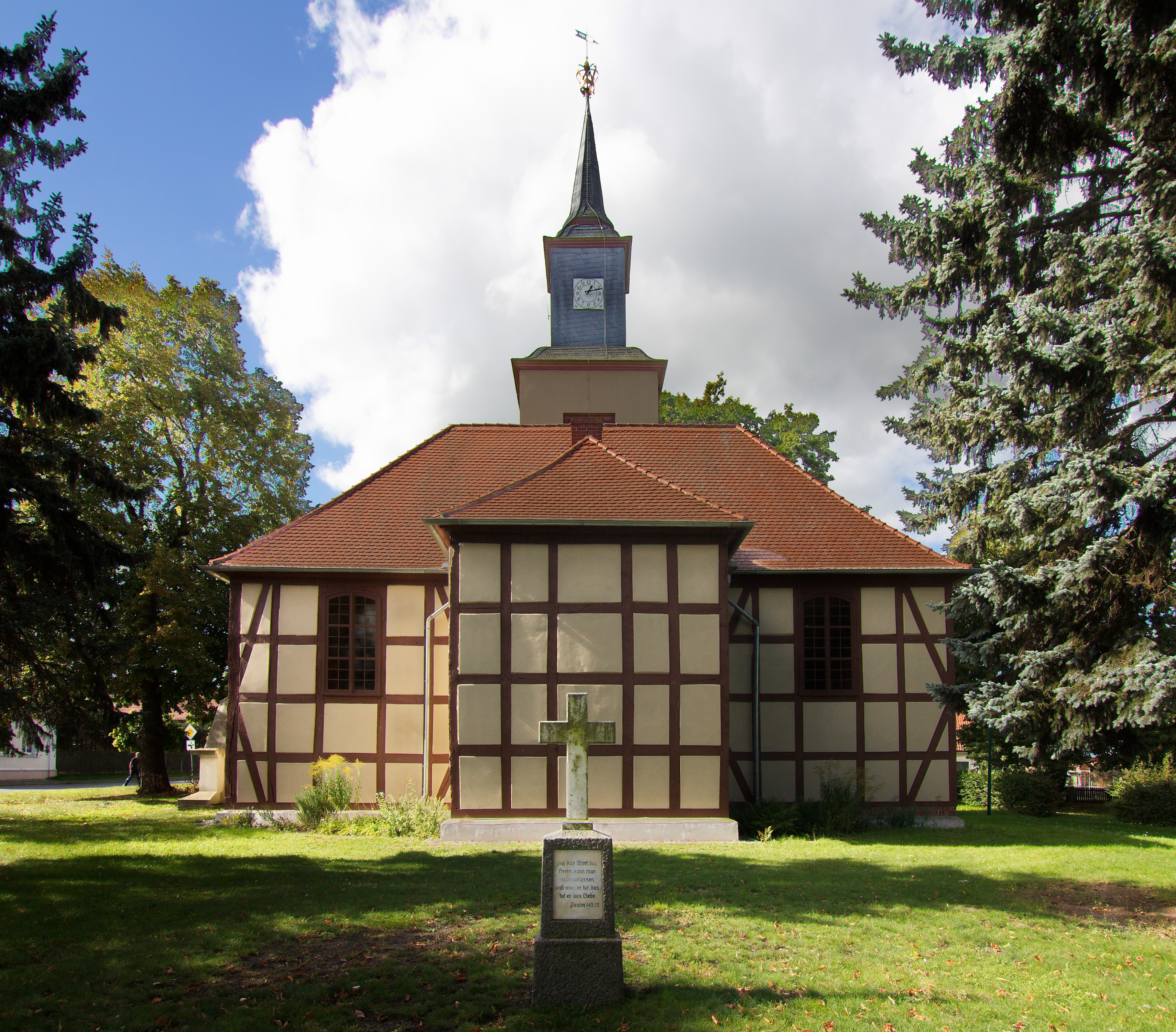
Kirche in Ferchland

Ferchland ist ein Ortsteil der Gemeinde Elbe-Parey im Landkreis Jerichower Land in Sachsen-Anhalt (Deutschland).

## Geographie
Das Dorf Ferchland liegt am Ostufer der Elbe. Während das Ferchlander Steilufer der Elbe am Galgenberg eine Höhe von 61,8 Metern über dem Meeresspiegel erreicht, fällt das Gelände in Richtung Osten bis zum Nachbarort Nielebock auf 35 Meter ab. Ein schmaler Streifen landwirtschaftlicher Flächen wird nördlich und südlich von Waldflächen gesäumt. Die Erhebung des Galgenberges setzt sich im Süden als Derbenscher Berg fort.
Durch Ferchland verläuft die Kreisstraße 1196, die hier bis Juni 2020 mittels Fähre Ferchland-Grieben die Elbe gequert hatte und die Verbindung zu den Nachbarort Nielebock im Osten herstellt. Über die nordsüdlich durch den Ort führende Landesstraße 54 erreicht man Klietznick im Norden und Derben im Süden. Das in Parey gelegene Verwaltungszentrum der Einheitsgemeinde ist sieben Kilometer entfernt, bis zur Kreisstadt Burg sind es 26 Kilometer.

## Geschichte
Archäologische Funden zufolge lebten bereits vor 4600 Jahren in der Steinzeit Menschen im Raum des heutigen Ferchlands. Archäologen fanden auch Überreste slawischer und germanischer Niederlassungen. Slawischen wie germanischen Ursprung schreiben Sprachwissenschaftler auch dem Ortsnamen zu, so soll die erste Silbe vom slawischen „vruchu“ – Gipfel abgeleitet sein, während „land“ eindeutig dem deutschen Sprachraum zuzuordnen ist. Von einem Ort „Verchlande“ ist in einer Urkunde vom 4. Dezember 1302 die Rede, in der Gerhard von Plotho mit dem Kloster Jerichow einen Vertrag über Waldnutzung abschloss. Es war die erste urkundliche Erwähnung Ferchlands.
Anhand von Scherbenfunden kann davon ausgegangen werden, dass es bereits zur Mitte des 12. Jahrhunderts einen beiderseits bewohnten Straßenzug gab. In einer weiteren Urkunde von 1376 ist von zwei Rittersitzen die Rede, einer im Besitz der Familie von Rauneberg, der andere gehörte Henning von Barby. 1435 werden die Familien von Redekin und von Clöden als Rittergutsbesitzer erwähnt. 1559 ist von einem Ritter von Randau die Rede, der sich wegen seiner Raubzüge mit der Stadt Magdeburg anlegte. Auch eine Anordnung des Magdeburger Erzbischofs Siegmund über die an die Kirche zu leistenden Abgaben um 1560 nennt zwei Rittergüter, daneben 29 Hauswirte.

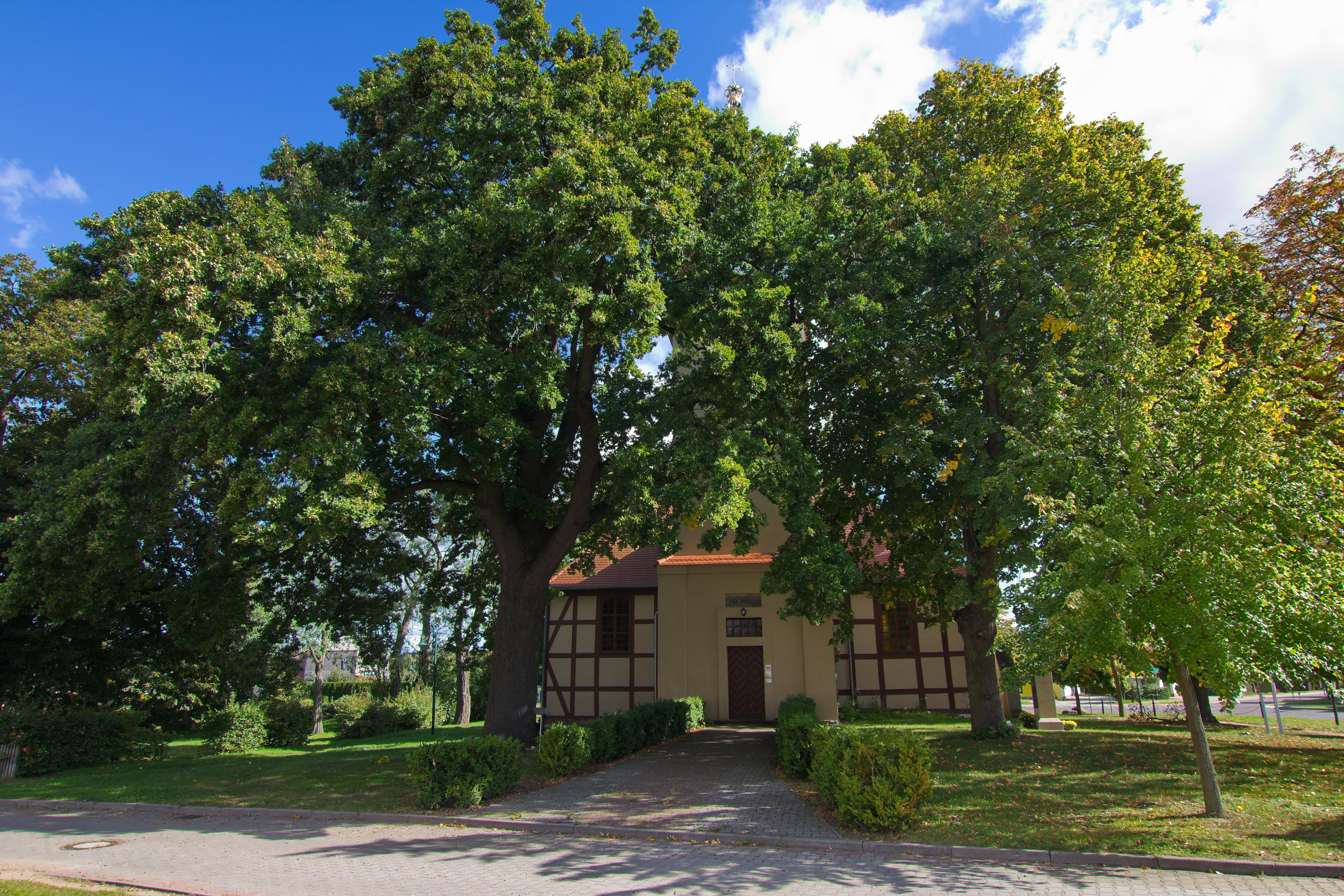
Links der Kirche steht die Friedenseiche von 1871

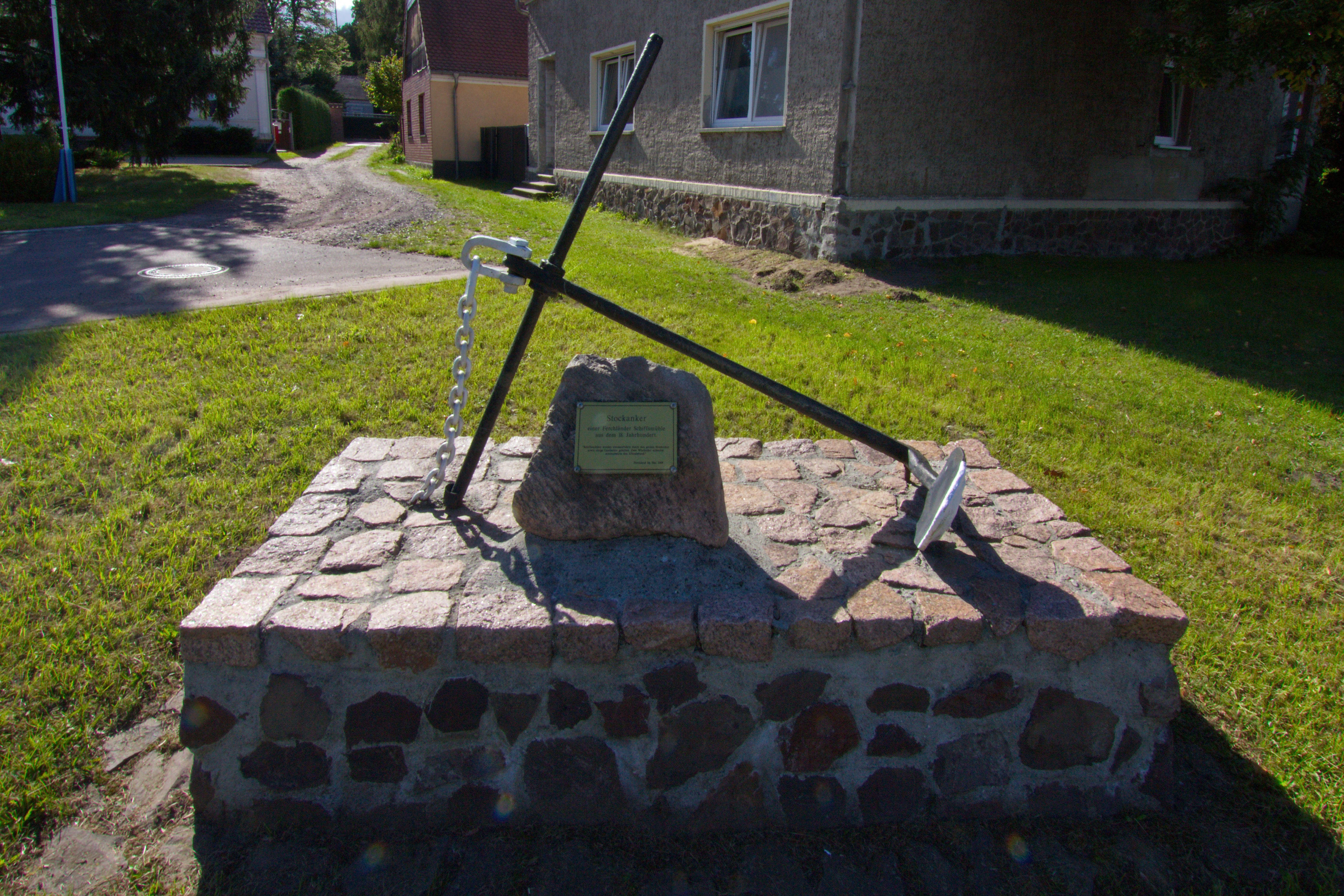
Stockanker der Schiffsmühle

1722 wurde erstmals eine Elbfähre erwähnt, und 1729 wurde die alte bisher am Elbufer stehende Kirche durch einen Neubau am damaligen nordöstlichen Ortsausgang ersetzt. Nach schriftlicher Überlieferung soll es 1754 bereits eine Feuerwehr in Ferchland gegeben haben, und 1783 berichtet die Ortschronik über zahlreiche Todesfälle bei Kleinkindern durch Pocken, Fleckfieber und Ruhr. Als nach dem Wiener Kongress Preußen seine Territorialverwaltung neu ordnete, wurde Ferchland in den Kreis Jerichow II mit der Kreisstadt Genthin eingegliedert.
Am 17. und 18. Mai 1813 marschierte Lützow mit drei Eskadrons seiner Freischar nach Ferchland und überschritt hier die Elbe, um Stendal zu erreichen.
1820 gab es in Ferchland ein königliches Forsthaus, ein Fährhaus, zwei Krüge, zwei Windmühlen und eine Schiffsmühle, die 333 Einwohner lebten in 59 Wohnhäusern.
Bei Elbkilometer 374,85 erfolgte im Jahr 1874 am rechten Elbufer die Errichtung des Ferchländer Pegels, der bis 1963 täglich abgelesen wurde. Ab dem 1. November 1935 wurde der Pegelnullpunkt um einen Meter von 30,91 Meter auf 29,91 Meter + N.N. gesenkt. Der untere Teil des Ferchländer Pegels besteht aus sieben sichtbaren behauenen Sandsteinquadern. An der elbzugewandten Seite ist eine eiserne Pegellatte befestigt, in der die aus Porzellan hergestellte 2-Zentimeterteilung und die Ziffern eingelassen sind. Später wurde der Pegel wegen der extremen Hochwasser durch eine Edelstahlsäule verlängert.
Zu Beginn des 20. Jahrhunderts hatte der Ort etwa 760 Einwohner. Die Gründung des Handwerkervereins „Deutsches Haus“ im Jahre 1902, weist auf eine starke Präsenz dieser Zunft hin. Die 1925 fertiggestellte Bahnstrecke Güsen–Jerichow mit ihrem Bahnhof „Ferchland“ bewirkte keine bedeutenden Strukturveränderungen, zumal sie in einiger Entfernung am Ort vorbeiführte.
Größere Veränderungen brachten das Vorhaben der Wirtschaftlichen Forschungsgesellschaft Berlin mit sich, in Ferchland ein Treibstofflager einzurichten. In Vorbereitung darauf wurde 1935 auf dem Galgenberg eine Wohnsiedlung errichtet.
Mit Beginn des Zweiten Weltkrieges 1939 nahm das Großtanklager (WIFO) seinen Betrieb auf. Es wurde am 14. Januar 1945 von der 8. US-Luftflotte bombardiert. Am 29. April fand an der Ferchländer Fährstelle ein Gefangenenaustausch zwischen der im Elb-Brückenkopfraum kämpfenden Armee Wenck und der 9. U.S. Army statt. Am 3. und 4. Mai fanden Kapitulationsverhandlungen zwischen Offizieren der Armee Wenck und der U.S. Army im Stendaler Rathaus statt. Bis zum 7. Mai setzten im schon verkleinerten Brückenkopfraum noch tausende Soldaten und Flüchtlinge in Ferchland um Fischbeck und nördlich von Schönhausen über die Elbe. Am 7. Mai 1945 gegen 17.00 Uhr setzte im letzten Boot der Panzergeneral Walther Wenck mit seinem Chef des Stabes und einigen Offizieren bei Ferchland über die Elbe und ging in amerikanische Gefangenschaft. Am 8. Mai wurden an der Ferchländer Fährstelle tausende deutsche Soldaten, die sich bereits in amerikanischer Gefangenschaft befanden, den sowjetischen Truppen übergeben.
Nach dem Zweiten Weltkrieg wurden durch die von der sowjetischen Besatzungsmacht angeordnete Bodenreform die Rittergüter enteignet und der Grundbesitz an 66 Kleinbauern aufgeteilt. Sie wurden in den 1950er Jahren in genossenschaftliche Bewirtschaftung überführt. Der Fährverkehr wurde eingestellt und damit die Verbindung zum westlichen Elbufer unterbrochen. Als 1952 die DDR eine Gebietsreform durchführte, kam Ferchland in den Kreis Genthin. 1964 lebten 1041 Menschen im Ort.
Die Zeit nach der deutschen Wiedervereinigung stand zunächst im Zeichen der Struktursanierung, so die Installation eines zentralen Abwassernetzes. Am 4. April 1998 konnte nach fast fünfzigjähriger Unterbrechung wieder der Fährverkehr aufgenommen werden. Mehrere kleine Gewerbebetriebe, ein großer Holzverarbeitungsbetrieb und eine Tierproduktionsgenossenschaft etablierten sich. Daneben wurde mit der Einrichtung einer größeren Touristenstation die Voraussetzung für den Fremdenverkehr geschaffen. Anlässlich der 700-Jahr-Feier wurde am 8. Juni 2002 ein Windpark in Betrieb genommen.

### Eingemeindungen
Am 30. September 1928 wurde der Gutsbezirk Ferchland mit der Landgemeinde Ferchland vereinigt.
Am 20. Juli 1950 wurde die bis dahin eigenständige Gemeinde Derben nach Ferchland eingemeindet.
Am 1. Januar 1957 wurde der Ortsteil Derben wieder aus der Gemeinde Ferchland ausgegliedert und entstand als politisch selbstständige Gemeinde neu.
Am 1. September 2001 schloss sich Ferchland mit anderen Gemeinden zur Einheitsgemeinde Elbe-Parey zusammen.

## Religion
Die Kirchengemeinde Ferchland mit der Dorfkirche Ferchland gehört zum Pfarrbereich Parey im Kirchenkreis Elbe-Fläming der Evangelischen Kirche in Mitteldeutschland.
Im Zuge der Flucht und Vertreibung Deutscher aus Mittel- und Osteuropa 1945–1950 ließen sich in Ferchland wieder Katholiken nieder, so dass es am 8. Dezember 1957 zur Einweihung einer katholischen Kapelle kam. Sie war im Saal einer Gaststätte an der Hauptstraße / Ecke Elbstraße eingerichtet worden. Zur Gründung einer katholischen Kirchengemeinde kam es in Ferchland jedoch nicht, die Kapelle gehörte zur Pfarrei Genthin. Nachdem die Zahl der Gottesdienstbesucher wieder abgesunken war, wurde die Kapelle am 29. Dezember 1991 wieder aufgegeben. Die nächstliegende katholische Kirche ist heute die Maria-Rosenkranzkönigin-Kirche im rund elf Kilometer entfernten Genthin.

## Politik
Der Ortschaftsrat Ferchland besteht aus fünf Mitgliedern.
Ortsbürgermeister ist Otto Schmidt (WGFE).

### Wappen

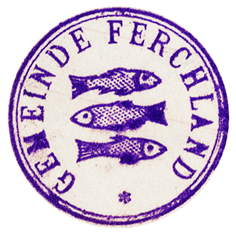
Altes Siegel der Gemeinde Ferchland von 1927
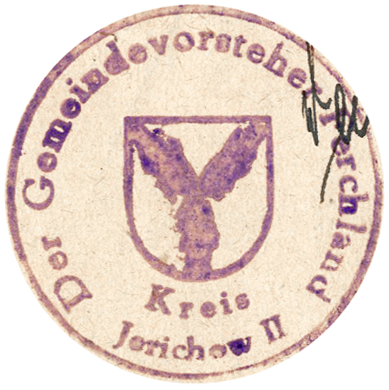
Altes Siegel der Gemeinde Ferchland von 1949

| Wappen von Ferchland | Blasonierung: „In Silber pfahlweise drei rote Fische, der obere und untere linksgewendet.“ |
| Wappen von Ferchland | Wappenbegründung: Ferchland verwendete seit dem 18. Jahrhundert drei Fische im Bildsiegel. Diese Fische beziehen sich auf den einstigen Fischreichtum der Elbe, an der Ferchland mit seiner historischen und jetzt wieder eingerichteten Fähre liegt. Da sich die Fische mit der sogenannten Fettflosse ausweisen, handelt es sich offenbar um die Bezugnahme auf den Lachs. Auch die in beide Richtungen gerichteten Fische deuten den Lachszug in seinem Kommen und Gehen an. Es war Beschluss der Gemeinde Ferchland vom 21. April 1998, die bisher verwendete Symbolik der Fische in das neu zu gestaltende Wappenbild aufzunehmen. Um sich vom Wappen der Gemeinde Derben, die mit Fischerei- und Fährrecht seit alters her mit Ferchland verbunden war, deutlich abzugrenzen, wurden die Fische im Wappen von Ferchland spiegelbildlich angeordnet und anders tingiert. Das Wappen gestaltete der Magdeburger Kommunalheraldiker Jörg Mantzsch und führte es 1998 ins Genehmigungsverfahren. |

### Historisches Wappenbild
Die ehemalige Gemeinde Ferchland führte in ihrem Gemeindesiegel schon einmal ein wappenähnliches Siegelbild. Dieses wurde im Zeitraum nach dem Zweiten Weltkrieg bis etwa der Einführung der Bezirke und Kreise in der DDR (1945–1952) benutzt.
Eine weitere Quelle ist das Kreisheimatmuseum in Genthin.

## Kultur und Sehenswürdigkeiten

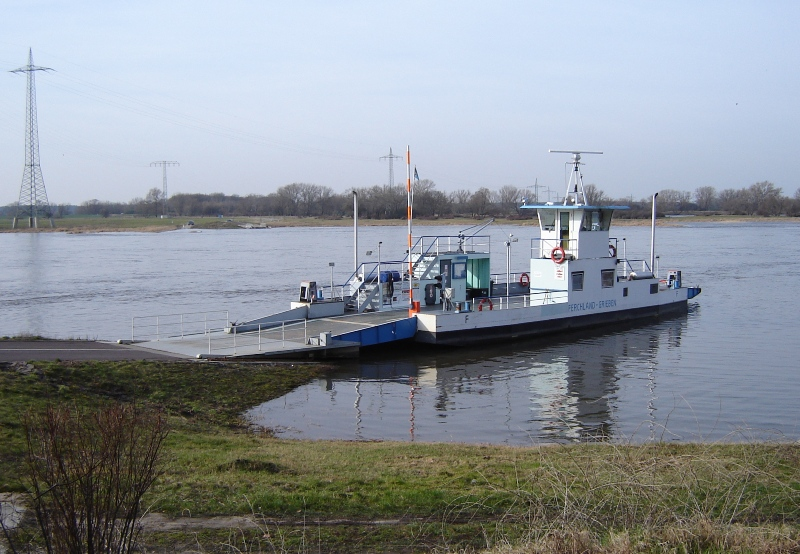
Fähre Ferchland–Grieben, Blick Richtung Westufer

- Die Fähre Ferchland–Grieben zur Verbindung der Orte Ferchland und Grieben über die Elbe konnte ihren Betrieb von 1998 bis Juni 2020 aufnehmen.[14]
- Die in den Jahren 1729–1730[15] als Fachwerk-Kreuzkirche errichtete Dorfkirche Ferchland steht heute im Zentrum des Dorfes.[16] Der Kirchturm musste 1935 bis auf den massiven Sockel abgerissen und nach Vorgabe der Denkmalschutzbehörde in Höhe und Form des alten Fachwerkturmes neu errichtet werden.[17]

Die romanische Vorgängerkirche, vermutlich aus dem 12. oder 13. Jahrhundert, lag früher am Elbufer und musste schließlich wegen drohender Einsturzgefahr abgebrochen werden.
- Zwei Gedenksteine auf dem Kirchplatz erinnern an alle Dorfbewohner, die im Ersten und Zweiten Weltkrieg ums Leben gekommen sind.[19]
- Vor der Kirche befindet sich die Friedenseiche von 1871.
- Einen weiten Ausblick auf die Elbauen hat man vom Galgenberg nahe der Fähre, der sich am Steilufer mehr als 30 Meter (61,8 Meter über NHN) über die Elbe erhebt.[20]
- Eine Dampf-Holländermühle von 1892 ist heute stillgelegt und ohne Flügel. Sie wurde zuletzt mit Strom angetrieben.
- Vor dem ehemaligen Fährhaus liegt der Stockanker aus dem 18. Jahrhundert, der hier in früheren Zeiten eine Schiffsmühle auf seiner Position in der Elbe hielt.

Bildergalerie
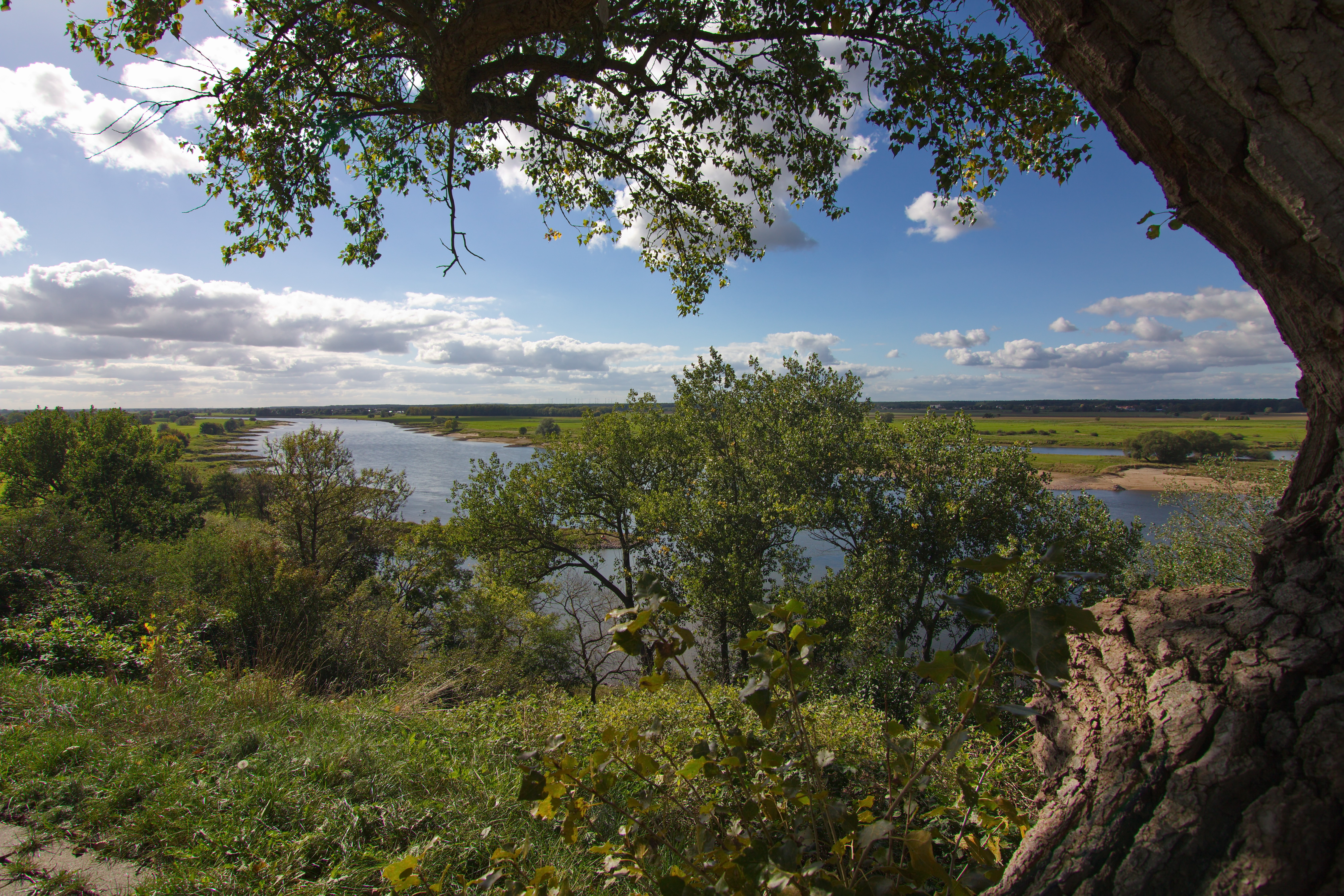
Blick vom Galgenberg auf die Elbe
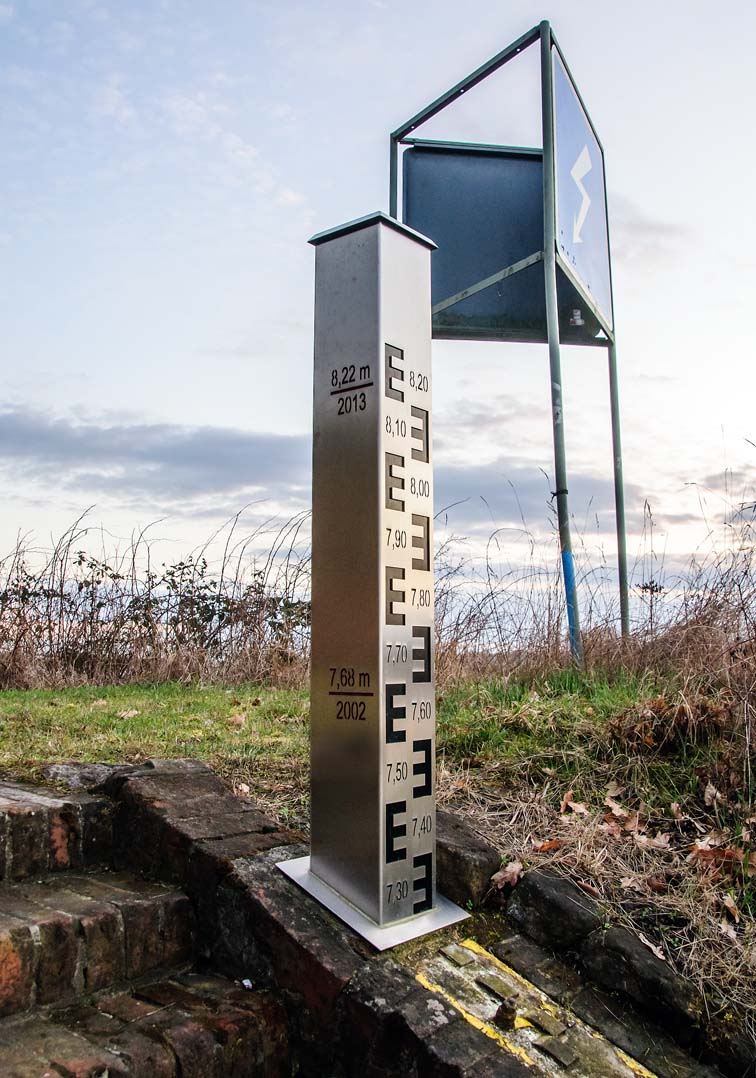
Flut 2013
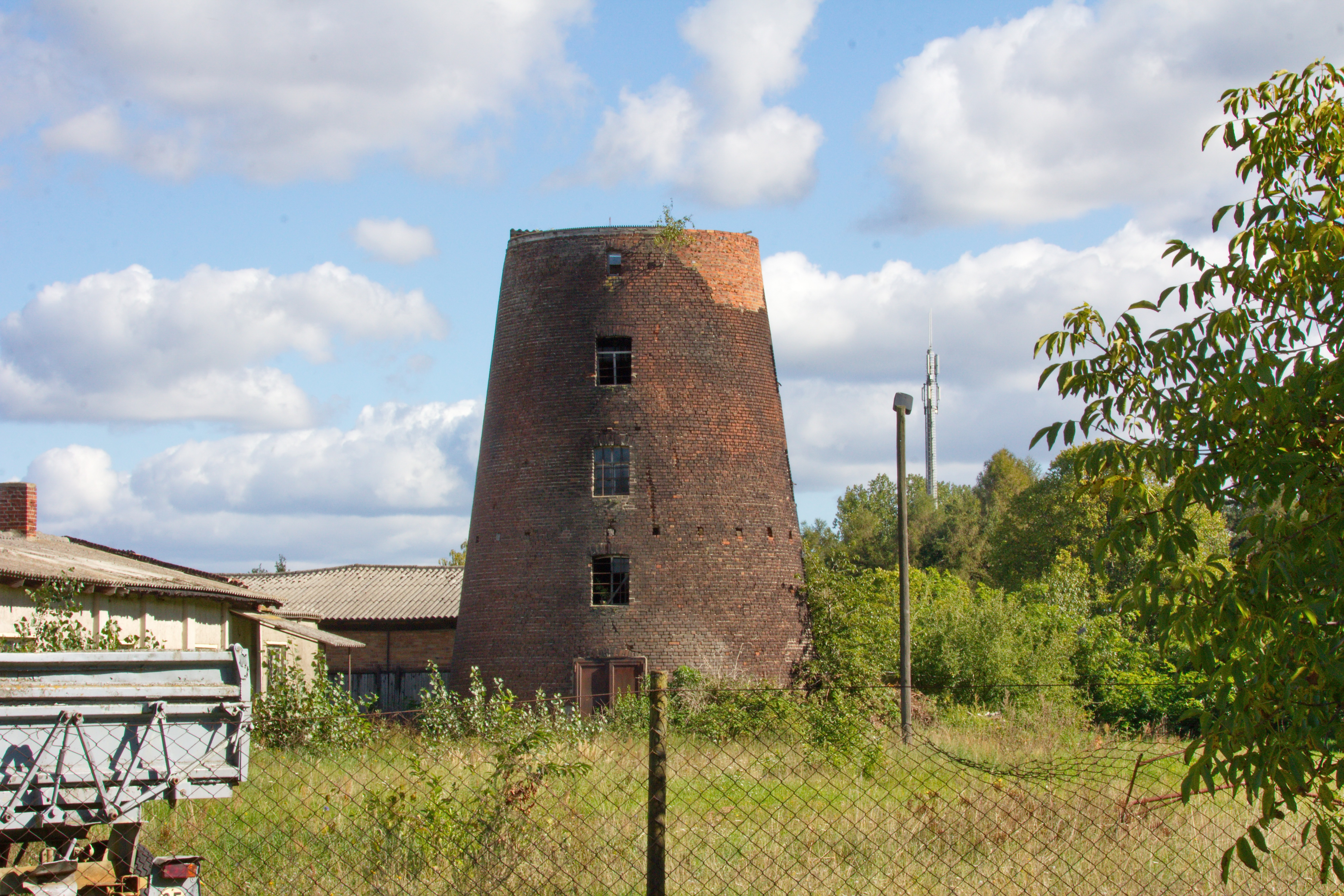
Ehemalige Windmühle
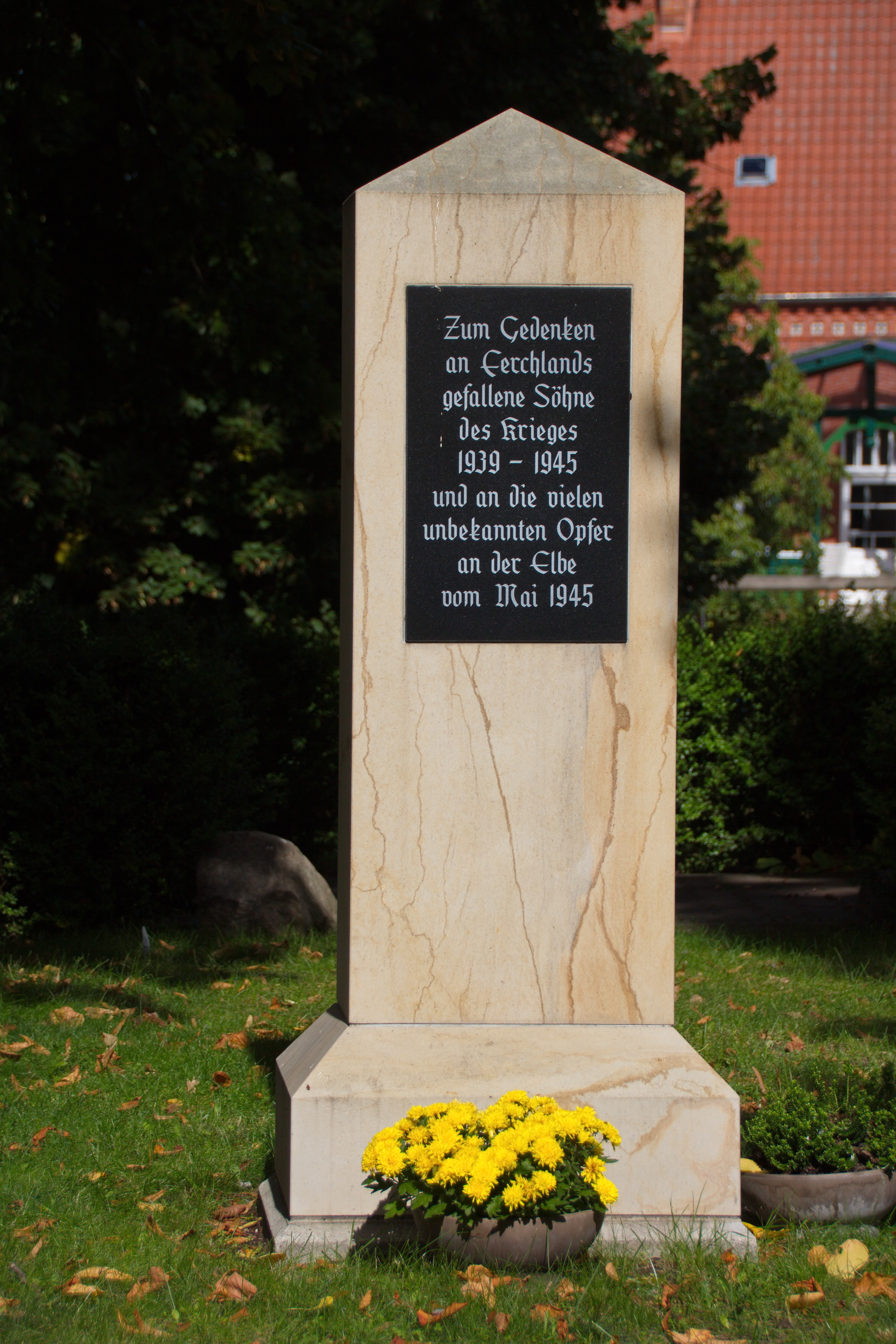
Gedenkstein (WKII)
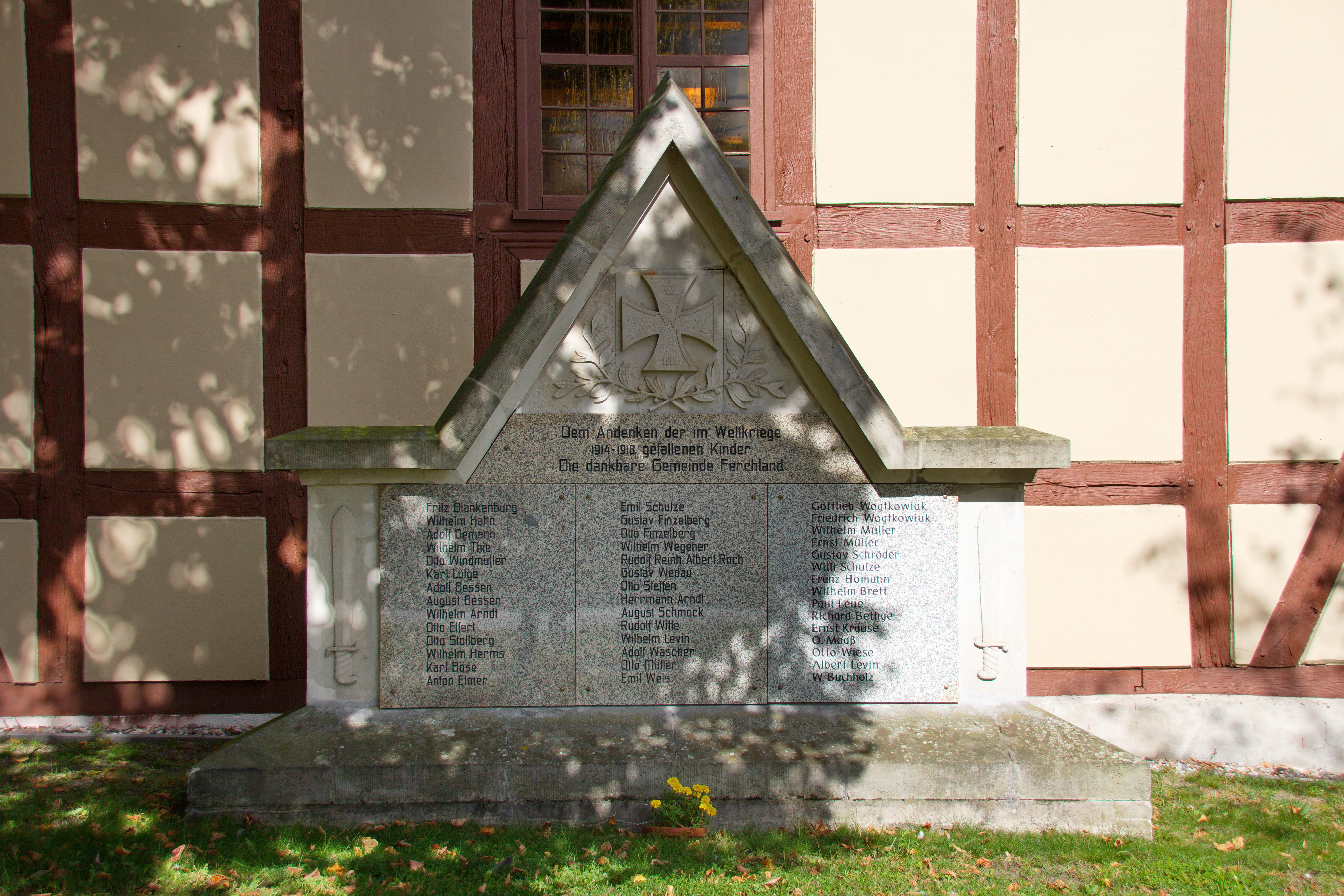
Kriegerdenkmal (WKI)
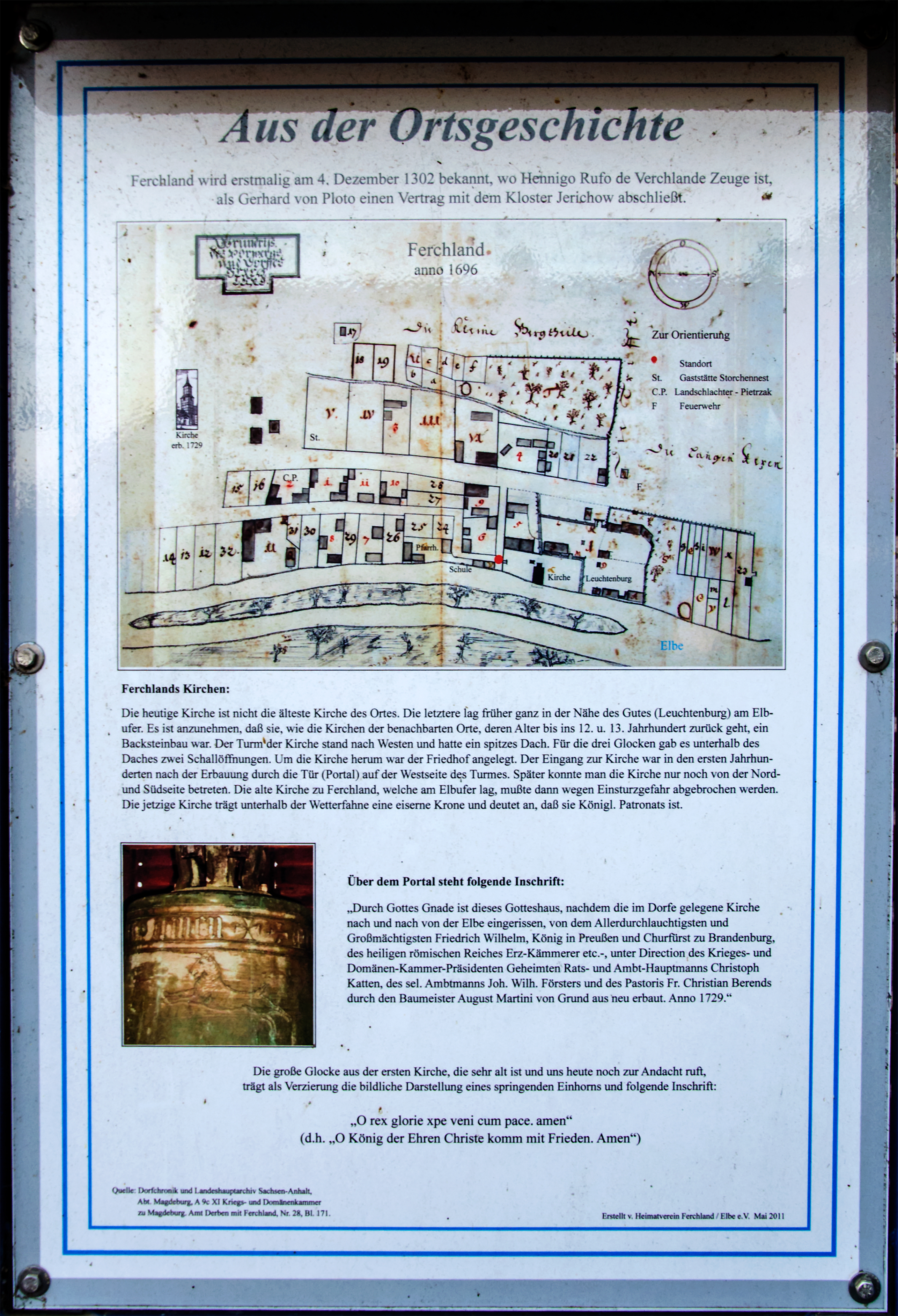
Infotafel Ferchland 1696